# Gudilona Mendes
Gudilona Mendes (862 -?), foi uma aristocrata portuguesa. Filha de Hermenegildo Guterres, conde de Portugal, e de Ermesinda Gatones de Vierzo tornou-se condessa de Portucale ao casar com Lucídio Vimaranes (Guimarães (que na época se denominava: Guimaranis), 2.º Conde de Portugal, nomeado em 873., de quem teve:
1. Alvito Lucides (Guimarães, Distrito de Braga, 880 - 973 Guimarães, Distrito de Braga) que terá casado com Munia Dias.